# 관측 가능성
제어이론에서 관측 가능성(observability)이란 시스템의 출력 변수(output variable)를 사용하여 상태 변수(state variable)에 대한 정보를 알아낼 수 있는지를 나타내는 용어이다. 시스템의 출력 변수를 사용하여 특정 상태 변수에 대한 정보를 알아낼 수 있을 때 그 상태 변수는 관측 가능하다(observable)고 하며, 시스템의 모든 상태 변수가 관측 가능할 때 그 시스템은 관측 가능하다고 한다.

## 관측 가능성 판별
아래 관측 가능성 판별 방법은 선형 시불변 시스템(linear time-invariant system)에 대해서만 적용 가능하다.
선형 시불변 시스템의 상태 변수 방정식은 다음 식과 같다.
{\displaystyle {\dot {\mathbf {x} }}(t)=\mathbf {A} \mathbf {x} (t)+\mathbf {B} u(t)}
{\displaystyle y(t)=\mathbf {C} \mathbf {x} (t)+Du(t)}
이러한 시스템에 대하여 관측 가능성 행렬(observability matrix) {\displaystyle \mathbf {M} _{O}}는 다음 식과 같이 정의된다.
{\displaystyle {\mathbf {M} _{O}}={\begin{bmatrix}\mathbf {C} \\\mathbf {C} \mathbf {A} \\\mathbf {C} \mathbf {A} ^{2}\\\vdots \\\mathbf {C} \mathbf {A} ^{n-1}\end{bmatrix}}}
여기에서 {\displaystyle n}은 이 시스템의 차수이다.
이 관측 가능성 행렬의 역행렬이 존재하면 이 시스템은 관측 가능하다.

## 관측 가능 표준형
어떤 시스템이 다음과 같은 미분방정식으로 나타내어진다고 할 때,
{\displaystyle {d^{n}y(t) \over dt^{n}}+a_{n-1}{d^{n-1}y(t) \over dt^{n-1}}+\cdots +a_{1}{dy(t) \over dt}+a_{0}y(t)=b_{n-1}{d^{n-1}u(t) \over dt^{n-1}}+b_{n-2}{d^{n-2}u(t) \over dt^{n-2}}+\cdots +b_{1}{du(t) \over dt}+b_{0}u(t)}
이 시스템이 관측 가능하다면 다음과 같은 형태로 상태 변수 방정식을 쓸 수 있다.
{\displaystyle {\dot {\mathbf {x} }}={\begin{bmatrix}0&0&\cdots &0&-a_{0}\\1&0&\cdots &0&-a_{1}\\\vdots &\vdots &\ddots &\vdots &\vdots \\0&0&\cdots &1&-a_{n-1}\end{bmatrix}}{\mathbf {x} }+{\begin{bmatrix}b_{0}\\b_{1}\\\vdots \\b_{n-1}\end{bmatrix}}u}
{\displaystyle y={\begin{bmatrix}0&0&\cdots &1\end{bmatrix}}{\mathbf {x} }}
이러한 형태의 상태 변수 방정식을 관측 가능 표준형(observable canonical form)이라고 한다.

## 같이 보기
- 제어이론
- 상태공간표현식
- 제어 가능성